# BCPT
BCPT Mixtape è il secondo mixtape del rapper italiano Fedez, pubblicato il 4 giugno 2010 dalla Blocco Recordz.

## Descrizione
In gran parte prodotto dallo stesso Fedez, il mixtape contiene 15 brani, di cui alcuni presentano collaborazioni vocali con alcuni rapper italiani, quali Emis Killa e G. Soave dei DDP.
Il brano Tu come li chiami rappresenta una critica dell'artista verso le forze armate, definendo carabinieri e militari «infami» e «figli di cani». A causa di ciò, nel settembre 2022 Fedez è stato denunciato per vilipendio delle forze armate, conclusa con l'archiviazione del procedimento da parte della procura di Milano in quanto il testo avrebbe solo i connotati «della critica aspra, della provocazione e della ricerca spasmodica della notorietà».

## Tracce
1. Intro – 1:20
2. Boom – 2:28
3. My Life (feat. Manny G) – 2:37
4. Dove si va (feat. Maxi B) – 2:37
5. Real randagi (feat. Evergreen) – 3:11
6. Non mi piacciono – 1:28
7. Disagio Skit – 1:26
8. Non ci sto più dentro (feat. Emis Killa) – 2:29
9. B-Rex status domini (feat. Rise) – 2:40
10. Blasfemia – 1:22
11. Tu come li chiami – 2:37
12. Ice Cream Pusher Skit – 1:35
13. Into My Head – 2:59
14. Si muovono le... (feat. Bat) – 4:07
15. La mia generazione (feat. G. Soave) – 2:57